# Oliviero Dalceri
Oliviero Dalceri (Lodi, 21 settembre 1950) è un ex hockeista su pista italiano, di ruolo portiere.

## Carriera
Portiere titolare e capitano dell'Amatori Lodi per gran parte degli anni settanta, fu uno dei primi atleti giallorossi a essere convocato in nazionale con una certa continuità.

## Palmarès
- Coppa Italia: 1

Amatori Lodi: 1978
- Coppa CERS/WSE: 1

Amatori Lodi: 1986-1987